# Arborispora palma
Arborispora palma är en svampart som beskrevs av K. Ando 1986. Arborispora palma ingår i släktet Arborispora, divisionen sporsäcksvampar och riket svampar.   Inga underarter finns listade i Catalogue of Life.